# معن بن حاتم بن علي الهمداني
معن بن حاتم بن علي الهمداني هو الحاكم الثالث للدولة الحاتمية الهمدانية، حكم في الفترة (1111 - 1116م)،  وتبعه هشام بن القتيب.